# مسجد عارف آغا
مسجد عارف آغا والمعروف لاحقًا باسم مسجد الإمام أحمد بن حنبل، هو مسجد سني صغير يقع في منطقة الرصافة في مدينة بغداد، العراق.
بني المسجد خلال الفترة العثمانية، ويحتوي على ضريح صغير يُزعم أنه مكان دفن أحمد بن حنبل، مؤسس المذهب الحنبلي.

## الخلفية التاريخية

### أحمد بن حنبل
كان أحمد بن حنبل (٧٨٠-٨٥٥) عالمًا مسلمًا مُحدِّثًا ومؤسس المذهب الحنبلي. دُفن في مقبرة باب الحرب إلى جانب علماء وزُهَّاد مسلمين آخرين مثل بشر الحافي. في القرن الثالث عشر ذكر الرحالة ياقوت الحموي وجود قبر أحمد بن حنبل في المقبرة. حُدد موقع باب الحرب بأنه يقع في منطقة الكاظمية، بالقرب من قبري موسى الكاظم وبشر الحافي.

### ضريح
ي عام 1937، وبعد أن غمرت مياه نهر دجلة المقبرة التي ووري فيها الإمام أحمد بن حنبل، نُقلت رفاته إلى مسجد عارف آغا.وقد شكّك مؤرخون متأخرون في صحة هذه الرواية، معتبرين أنها غير دقيقة. وكان قد شُيّد ضريح مقبّب فوق قبر الإمام أحمد بن حنبل، إلا أنه تعرّض للتدمير مرارًا عبر العصور.
وفقًا للرحالة ابن بطوطة، كانت هناك محاولات عديدة لبناء ضريح فوق قبر أحمد بن حنبل، لكن السكان المحليين المتحمسين كانوا يقومون بهدم البناء بعد بنائه. أُنشئ الضريح الحالي في غرفة بمسجد عارف آغا، ثم أُعيد بناؤه عام ١٩٩٨.
تروي التقاليد المحلية أنه في عام 1937، غمرت المياه مقبرة باب الحرب، وبالتالي كان لا بد من إعادة دفن الجثث؛ حيث نُقل جثة أحمد بن حنبل إلى مسجد عارف آغا وإعادة دفنها في غرفة هناك. ومع ذلك، لم يُعثر على أي دليل على هذه القصة، مما أدى إلى تشكيك المؤرخين المعاصرين فيها. بالإضافة إلى ذلك، ذكر المؤرخ والباحث البندنجي (ت. 1866) أن أحمد بن حنبل دفن في قبر غير مميز في باب الحرب، وقد جُرف علامته بمرور الوقت، ولم يترك أي أثر لوجوده؛ ولم تنجو المقبرة أيضًا وفقًا للبندنجي نفسه.

## الهندسة المعمارية والوصف
انهي من بناء المسجد على الطراز العثماني، على الأرجح قبل عام ١٩٣٧. ويقع في منطقة حيدر خانه. ويتكون من قاعة صلاة وفناء وغرفة صغيرة تعلوها قبة تُستخدم كضريح. تبلغ المساحة الإجمالية للمسجد حوالي 300 متر مربع (3,200 قدم2) ، ولا تتسع قاعة الضريح لأكثر من 30 زائرًا. ولها فناء صغير. المدخل الرئيسي للمسجد ضيق جدًا، ولا يتسع الداخل إلا لـ 30 شخصًا.
في الداخل، يقع قبر أحمد بن حنبل في الغرفة الرئيسية خلف جدار القبلة. يُغطى شاهد القبر الرخامي بطبقات من القماش والحرير، تبرع بها الحجاج الزائرون للموقع على مر الزمن.

## الفترة الحديثة
لا يحظى المبنى الحالي بأي اهتمام من عامة الشعب العراقي، الذين يميلون أكثر إلى اتباع مذهب أهل البيت والمذهب الحنفي. كما يقع الضريح في منطقة نائية من منطقة حيدر خانة المهملة.
كان الضريح قد دخل في حالة متداعية وغير مفروشة إلى حد ما بمرور الوقت، وكانت الزيارات الوحيدة هي الحجاج الذين قدموا لأداء زيارة قبور الأولياء المقدسين في بغداد. في عام 2021، أفادت الجزيرة أن الضريح تلقى زيارات أقل من المعتاد بسبب جائحة كوفيد-19. بالإضافة إلى ذلك، ذكرت الجزيرة أن آخر تجديد للضريح كان في عام 2010 حيث رفض السكان المحليون ترميمه بسبب حظر المدرسة الحنبلية للأضرحة المقببة.